# NGC 4491
NGC 4491 هي مجرة حلزونية قزمة تبعد حوالي 40 مليون سنة ضوئية تقع في كوكبة العذراء. تم اكتشافها من قبل عالم الفلك ويليام هيرشيل في 15 مارس 1784. تقع في مجموعة فرعية من مجموعة عنقود العذراء المجري تركز على مسييه 87 المعروفة باسم مجموعة عنقود العذراء المجري الفرعية.

## تفاعلات المد والجزر
هي مجرة ضلعية بشدة. قد يكون قضيب نما من تأثير المد والجزر من المجرات الأخرى في مجموعة عنقود العذراء المجري.

## إحتمالية نشاط زايفرت
خصائص الأشعة تحت الحمراء-راديو تشير إلى وجود نواة مجرية نشطة في المجرة. ومع ذلك التحليل الطيفي للمجرة لا يدعم هذا الرأي حيث خطوط الانبعاثات غير موجودة أو ضعيفة جدا وضيقة.

## وصلات خارجية
- NGC 4491 على موقع ويكي سكاي: DSS2, SDSS, GALEX, IRAS, Hydrogen α, X-Ray, Astrophoto, Sky Map, Articles and images